# Man's Favorite Sport?
Man's Favorite Sport? (bra: O Esporte Favorito dos Homens; prt: O Desporto Favorito dos Homens) é um filme de comédia maluca e romântica americana de 1964 estrelado por Rock Hudson e Paula Prentiss com direção e produção feitos por Howard Hawks. O diretor pretendia que o longa-metragem fosse uma homenagem ao seu próprio clássico de 1938, Bringing Up Baby com Katharine Hepburn e Cary Grant, e tentou sem sucesso fazer com que essas estrelas fossem os protagonistas novamente de Man's Favorite Sports. O filme foi coproduzido por Hudson por meio de sua empresa Gibraltar Production.

## Enredo
Roger Willoughby (Rock Hudson) trabalha na Abercrombie & Fitch como vendedor de equipamentos para pesca recreativa. Ele é muito bem-sucedido em seu trabalho e bastante procurado por seus clientes, alguns dos quais buscam equipamentos que possam ajudá-los a vencer o próximo torneio anual de pesca no Lago Wakapoogee.
Seu chefe, o Sr. Cadwalader (John McGiver), ordena que Willoughby participe do torneio, algo que ele nunca havia feito antes. O pedido foi feito por sugestão de Isolde "Easy" Mueller (Maria Perschy), filha do proprietário do Lake's Lodge, e Abigail Page (Paula Prentiss), diretora de relações públicas e amiga dela. Elas acreditam que a participação dele melhoraria a reputação do torneio e os negócios do Sr. Cadwalader.
Willoughby inicialmente recusa, confidenciando a Abigail e Easy que nunca pescou na vida, não suporta o toque ou o sabor de peixe e não sabe nadar. Seu sucesso vem de ouvir seus clientes, a maioria dos quais são muito falantes: ele simplesmente repassa os conselhos que um cliente lhe dá aos outros. Abigail, que é perita em pesca, ameaça expor sua falta de experiência se ele recusar seu pedido, apesar de sua promessa anterior de manter segredo, e promete ensiná-lo a pescar antes do início do torneio. O protagonista chega ao alojamento com uma quantidade absurda de equipamentos de acampamento e pesca, todos fornecidos por Cadwalader. Ele não sabe como lidar com nada disso, e as aulas de Abigail não são muito eficazes, uma delas terminando com ele quase se afogando ao cair de um barco. Easy conta a eles que o renomado pescador Joe Killroy se inscreveu no torneio. Eles decidem fingir que Willoughby está com o braço quebrado para que ele possa sair do torneio. Abigail e Easy colocam um gesso improvisado nele, apenas para descobrir que Killroy, na verdade, sofreu um acidente e também tem um gesso; eles, ineptamente, removem o gesso de Willoughby, para seu horror.
Naquela noite, Abigail vai à cabana de Willoughby para pedir um comprimido para dormir e entra. Quando ele precisa sair para conversar com alguns de seus clientes, que chegaram para o torneio e querem dicas, Abigail, que havia tomado o comprimido para dormir, adormece em sua cama. Quando ele volta, decide dormir no chão. Na manhã seguinte, Easy chega procurando por Abigail. Quando ela tenta ajudar Willoughby a abrir o zíper de seu saco de dormir, sua noiva, Tex (Charlene Holt), chega. Ela se diverte com a cena a princípio, mas quando Abigail sai do quarto dele, ela vai embora furiosa. Quando o torneio de três dias começa, o protagonista ainda é incompetente, mas, por pura sorte, pega alguns peixes grandes que o tornam muito competitivo. Em uma das noites, ele acompanha Abigail até sua cabana e eles se beijam. Embora o beijo claramente a impressione, ela age como se fosse uma decepção, confundindo-o e irritando-o.
No terceiro dia, a sorte o leva a pescar outro peixe grande, vencendo o torneio. Naquela noite, Abigail, em prantos, chega à sua cabana. Ela se desculpa por tê-lo metido em tantos problemas e implora que ele recuse o prêmio e se explique ao seu chefe, ao diretor do torneio e aos seus clientes. Depois que ela vai embora, ele admite que ia fazer isso de qualquer maneira, mas que ela facilitou as coisas para ele. Ele reúne todos e confessa. Enquanto seu chefe o demite, todos os outros ficam impressionados com sua honestidade.
Willoughby então vai procurar Abigail, que foi acampar do outro lado do lago para ficar sozinha. Ele a encontra e eles discutem até que uma tempestade os obriga a dividir a barraca dela, onde adormecem, ainda irritados. Enquanto isso, os competidores convencem Cadwalader de que ele precisa recontratar Willoughby por motivos comerciais: quando se descobre que até mesmo um pescador totalmente incompetente pode vencer um torneio como esse com o equipamento de Cadwalader, as pessoas vão querer comprá-lo.
Cadwalader sai para o lago em busca de Willoughby. Enquanto isso, a tempestade arrasta a barraca de Abigail para o lago, onde eles são recebidos pelo barco de Cadwalader. Depois de ouvirem as boas novas, Abigail e Willoughby se beijam novamente, felizes.

## Elenco
- Rock Hudson como Roger Willoughby
- Paula Prentiss como Abigail Page
- Maria Perschy como Isolde "Easy" Mueller
- John McGiver como Cadwalader
- Charlene Holt como Tex
- Roscoe Karns como Major Phipps
- James Westerfield como Policial
- Norman Alden como John Screaming Eagle
- Forrest Lewis como Skaggs
- Regis Toomey como Bagley
- Tyler McVey como Cliente Bush
- Kathie Browne como Márcia

## Produção
Foi o primeiro de um acordo de três filmes que Howard Hawks assinou com a Universal Pictures. Em março de 1962, Hawks relatou que John Fenton Murray estava trabalhando no roteiro. O longa-metragem foi baseado em um conto da revista Cosmopolitan intitulado de "The Girl Who Almost Got Away" que é sobre um especialista em pesca mas que nunca havia pescado.
Inicialmente Hawks disse que o filme seria estrelado por Cary Grant com uma atriz francesa e que os outros projetos seriam Bengal Tiger e Yukon Trail. De acordo com o diretor, Grant recusou o papel porque sentiu que estava muito velho para aparecer ao lado de três mulheres jovens. Em novembro, as estrelas eram Rock Hudson e Paula Prentiss foram escaladas para o papel de protagonistas. Man's Favorite Sports é o longa-metragem de estréia das atrizes Maria Perschy e a até então modelo Charlene Holt.
As filmagens ocorreram em janeiro de 1963. Hawks disse que Hudson "se esforçou muito, trabalhou muito e fez tudo o que pôde, mas Rock não é um comediante. E quando você visualiza uma pessoa e está tentando conseguir isso, é um trabalho muito difícil de fazer porque você simplesmente não sai bem. E mesmo assim acabamos com um filme muito bom". Ele admirou Paula Prentiss, afirmando que a intérprete "deveria ser uma grande estrela da comédia. Não sei qual é o problema".
O diretor comenta que a pré-estreia do filme foi um sucesso, mas a Universal queria cortar vinte minutos para permitir uma exibição extra por dia. Ele afirma: "a pré-estreia do longa-metragem não foi tão boa, então a Universal cortou mais vinte minutos, e essa foi a versão que eles lançaram". Posteriormente, Howard Hawks classificou Man's Favorite Sports de "a comédia romântica mais ampla já filmada em muitos anos. No entanto, é crível".
A música tema também intitulada de "Man's Favorite Sports" foi produzida por Henry Mancini e sua letra fala sobre esportes relacionados culturalmente a masculinidade. Os figurinos dos atores foram escolhidos por Edith Head.

## Lançamento e recepção

### Bilheteria e lançamento em outras mídias
Man's Favorite Sport arrecadou US$ 6 milhões nas bilheterias, enquanto arrecadava US$ 3.000.000 em aluguel de cinemas nos Estados Unidos. Sendo então a 19° maior bilheteria de 1964.
Em 2022, o longa-metragem foi disponibilizado para Blu-ray com comentários do historiador de cinema Michael Schlesinger e o marido da intérprete Paula Prentiss, Richard Benjamin.

### Recepção
As reações dos críticos foram um tanto mornas, particularmente em comparação com os trabalhos anteriores de Hawks, embora Molly Haskell tenha escrito uma análise positiva do filme sete anos depois no The Village Voice. Haskell admitiu indiferença ao filme em 1964 e que ao revisitá-lo em 1971 ela ficou "encantada e profundamente comovida com o filme — encantada com a graça e o humor real com que a história foi contada e comovida pela reverberação de todo o subtexto de antagonismo sexual, desejo e desespero". Rock Hudson recebeu críticas relativamente favoráveis à difícil posição de personificar Cary Grant. Robin Wood observa: "Foi cruel fazer [Hudson] repetir a cena da boate de Bringing Up Baby (1938) , que Grant interpretou com tanto brilho". Paula Prentiss foi especialmente elogiada por sua atuação. "A Srta. Prentiss se encaixa [...] agradavelmente no lugar de Katharine Hepburn. Sua voz grave é comicamente imponente. Ela é conscientemente mais malévola/charmosa do que a Srta. Hepburn em 1938. Ela é simplesmente terrível com Hudson, e seu exagero quase torna o filme metade de uma boa comédia".
No website agregador de críticas, Rotten Tomatoes o longa-metragem tem 60% de aprovação - numa escala de 0 a 100% - dos críticos com base em 15 avaliações das quais 9 são positivas. Craig D. Lindsey para a Paste Magazine apesar de o chamar de inferior as outras comédias românticas do diretor ainda considera ele um "prazer culposo".